# Император Мэйдзи
Муцухито (яп. 睦仁, 3 ноября 1852, Киото — 30 июля 1912, Токио), посмертно получивший имя Импера́тор Мэ́йдзи (яп. 明治天皇 мэйдзи тэнно:) — 122-й император Японии по традиционной последовательности престолонаследия и первый монарх Японской империи. Взошёл на престол 3 февраля 1867 года и правил страной вплоть до своей смерти 30 июля 1912 года.
Император Мэйдзи, как и большинство императоров в истории Японии, не обладал реальной властью для управления страной, так как большую часть истории Японии (почти непрерывно с конца периода Хэйан, включая период после реставрации Мэйдзи), императоры, хоть формально и имели абсолютную власть, и почитались как «живые божества», но не имели реальной власти, которая была сосредоточена в руках военных правителей (сёгунов), а в более поздний период парламента и военных.
Ко времени его рождения в 1852 году Япония была изолированной, отсталой в технологическом плане и феодальной страной, которой правили сёгунат Токугава и даймё, крупные феодальные правители более чем 250 децентрализованных областей Японии. Ко времени его смерти в 1912 году Япония прошла через политическую, социальную и индустриальную революции (см. период Мэйдзи) и стала одной из сильнейших мировых держав. Статья «Нью-Йорк Таймс», посвящённая похоронам императора, завершалась словами: «Контраст между тем, что шло впереди похоронной повозки, и тем, что шло позади неё, был действительно поразительным. Перед ней шла старая Япония, за ней — новая Япония».

## Положение дел в стране
В начале XVII века был основан сёгунат Токугава. В период его существования страной руководил сёгун. Около 180 феодалов, известных как даймё, правили автономными владениями под началом сёгуна, который периодически получал от них дары, но не облагал их налогами. Только сёгун мог одобрять их свадьбы, а также по его приказу даймё мог лишиться своих земель.
В 1615 году Токугава Иэясу, первый сёгун из династии Токугава, официально оставивший пост главы государства, и его сын Токугава Хидэтада, к тому времени являвшийся действительным сёгуном, учредили кодекс правил поведения дворянства — «Установления для императора и придворных».
Согласно кодексу, императору следовало посвящать своё время изучению науки и искусств. Императоры, жившие в период правления сёгуната, тесно придерживались кодекса, изучая конфуцианскую классику, японскую поэзию и каллиграфию, а также основы истории и географии. Сёгун всегда принимал решения самостоятельно, не спрашивая разрешения или совета у императора. Но в то же время сёгун считался назначенным только после издания указа императора.
Императоры почти никогда не покидали территорию дворца Госё в Киото, за исключением случаев, когда император оставлял власть или в случае пожара скрывался в убежище храма. Считалось, что главной обязанностью императоров является исполнение ритуалов, направленных на защиту страны от стихийных бедствий. Некоторые императоры жили достаточно долго и перед смертью успевали оставить трон; из пяти предшественников императора Мэйдзи только его дедушка умер в возрасте 46 лет. В императорской династии был очень высокий показатель детской смертности — все пятеро братьев и сестёр императора умерли в детском возрасте, а из его собственных 15 детей только пятеро дожили до взрослого возраста.
Вскоре после установления правления сёгуната Токугава в начале XVII века сёгуны (известные как бакуфу) прекратили многие торговые связи Японии с Западом и запретили посылать людей за пределы страны, а находившихся на территории Японии европейцев изгнали. Торговать с Японией продолжала только Голландия, остальным иностранцам был запрещён въезд на территорию страны. Торговля происходила преимущественно на острове Дэдзима в Нагасаки. Однако в начале XIX века европейские и американские суда начали появляться около островов Японии гораздо чаще.

## Биография

### Ранние годы
Муцухито родился 3 ноября 1852 года в небольшом доме, принадлежавшем его деду по материнской линии, на севере Госё. К тому времени рождение ребёнка считалось нечистым, поэтому принцы рождались не во дворце, а обычно в здании (часто временном) близ дома отца беременной женщины. Мать мальчика Накаяма Ёсико была фрейлиной императора Комэя и дочерью действующего императорского советника Накаямы Тадаясу. Молодой принц при рождении получил имя Сатиномия («принц Сати», иначе «счастливый принц»). Воспитанием мальчика занялась его прабабушка Накаяма Цунако.
О детстве императора известно только по более поздним годам, которые биограф Дональд Кин обозначает как весьма противоречивые. Одними современниками молодой принц описывается как здоровый и сильный, а иногда внушающий страх человек, прекрасно владеющий сумо. Другие же подчёркивают, что принц был слаб и часто болел. Некоторые биографы отмечают случай, когда он упал в обморок, впервые услышав выстрелы; другие учёные данный факт отрицают. Также исследователями отмечался тот факт, что с переездом в 1857 году во дворец Госё на постоянное жительство у Сатиномии развилась бессонница.

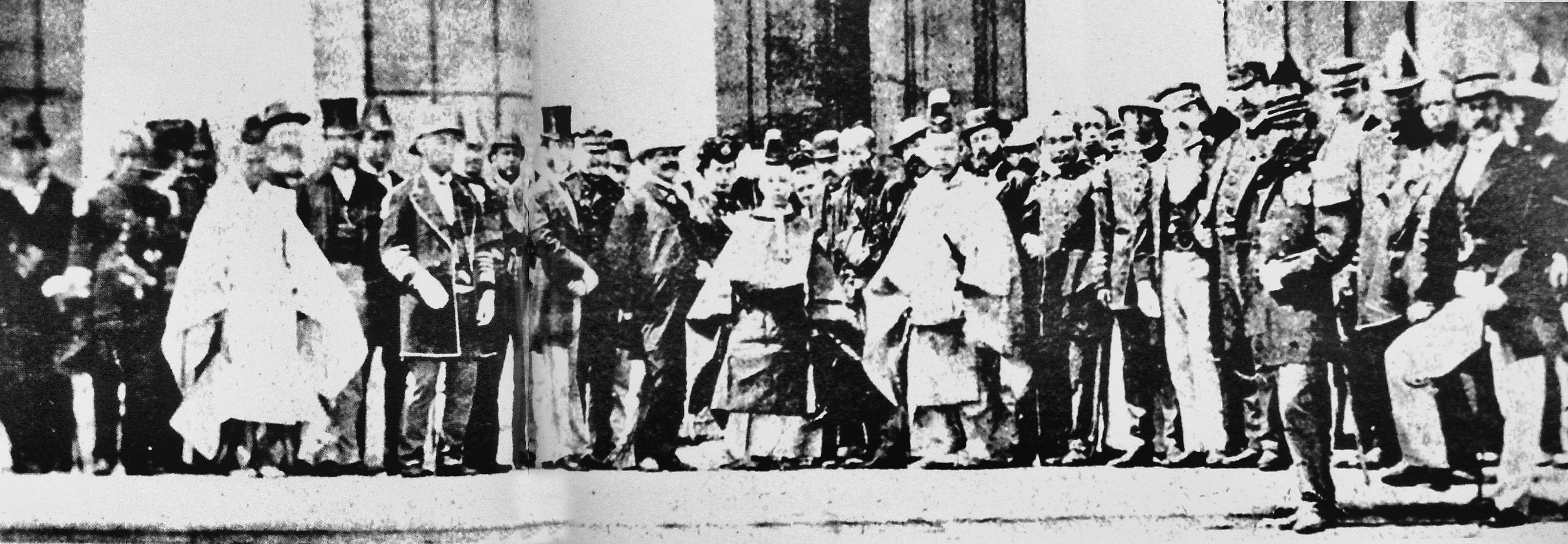
Молодой император Мэйдзи с иностранными представителями в период окончания войны Босин (1868—1870)

Принц родился, когда в Японии началась пора перемен. Через 8 месяцев после его рождения коммодор Мэтью Перри со своей эскадрой «чёрных кораблей» в июле 1853 года прибыл в город Эдо (с 1868 года известный как Токио). Перри, действовавший от имени президента США Филлмора, желал установить торговые связи с Японией и пригрозил японцам военными последствиями, если они откажутся.
22 июня 1853 года скончался сёгун Токугава Иэёси, в октябре новым сёгуном стал Токугава Иэсада. После начавшегося кризиса, вызванного появлением Перри, бакуфу пошли на необычный шаг — они попросили совета у Императорского Двора. Представители императора Комэя посчитали, что торговлю с американцами следует разрешить, и попросили сёгуна о том, чтобы он заранее информировал их о любых действиях в отношении Перри. Просьба была выполнена, и таким образом впервые за 250 лет перед принятием решения сёгун фактически посоветовался с императором.
3 марта 1854 года между Америкой и Японией был подписан первый договор. Предчувствуя неизбежное поражение в войне, японское правительство разрешило свободную торговлю и санкционировало заключение «неравных договоров», по которым оно не могло устанавливать собственные цены на товары и теряло право судить иностранцев в своих судах. 7 февраля 1855 года было подписано первое дипломатическое соглашение между Россией и Японией — Симодский трактат, провозглашавший дружбу между двумя странами. Для российских кораблей были открыты порты Симода, Хакодатэ и Нагасаки (впоследствии открытый и для американских судов); договором также регулировались вопросы по Сахалину.
Готовность бакуфу советоваться с императором продлилась недолго. В 1858 году между Соединёнными Штатами и Японией был заключён договор о дружбе и торговле; император Комэй отказался одобрить его заключение, желая сначала обеспечить единство даймё. Согласно прилагавшемуся к договору письму сёгун терял возможность советоваться с Императорским Двором из-за недостатка времени. Император Комэй был разгневан этой новостью и пригрозил отречься от престола — несмотря на то, что на подобное действие требовалось разрешение сёгуна. В июле 1858 года торговые договоры были заключены с Голландией, Россией и Англией.
16 августа 1860 года Сатиномия был признан кровным принцем и наследником трона. Его формально усыновила императрица Эйсё, супруга его отца. 11 ноября он был провозглашён наследным принцем и принял взрослое имя Муцухито. Принц начал своё обучение в возрасте 7 лет. Впоследствии Сатиномия при поддержке отца начал сочинять пятистрочные стихи танка. Он отличался безразличием к учёбе, но, уже повзрослев, начал писать поэмы, в которых сожалел о своей нерадивости. Будущий император провёл большую часть детства в семействе Накаяма в Киото, в соответствии с обычаем доверять воспитание императорских детей знатным семействам.

### Войны. Вступление на престол
В начале 1860-х сёгунат оказался под угрозой. Иностранные державы стремились усилить своё влияние на Японию. Многие даймё оказались недовольны действиями бакуфу, ведущего дела с иностранцами, а многие молодые самураи, входящие в организацию «сиси» (или «люди высокой цели»), начали сговариваться против сёгуната. Они почитали императора Комэя и поддерживали прямые военные действия, способные избавить страну от социальных бед. Первоначально желающие смерти или изгнания всех иностранцев, сиси впоследствии стали более прагматичными и озаботились модернизацией страны. Бакуфу принял ряд мер, направленных на усмирение нескольких групп, надеясь в конечном итоге столкнуть сиси и даймё между собой.
Киото был основным центром для сиси, имевших влияние на императора Комэя. В 1863 году они убедили его принять «Указ об изгнании варваров». Документ поставил сёгунат в трудную позицию, так как его представители понимали, что не имеют достаточно власти для исполнения указа. На иностранцев и их корабли было совершено несколько нападений, и иностранцы ответили военными действиями. Военные силы бакуфу были выведены из Киото; попытка вернуть город в 1864 году окончилась неудачей. Волнения охватили всю Японию.

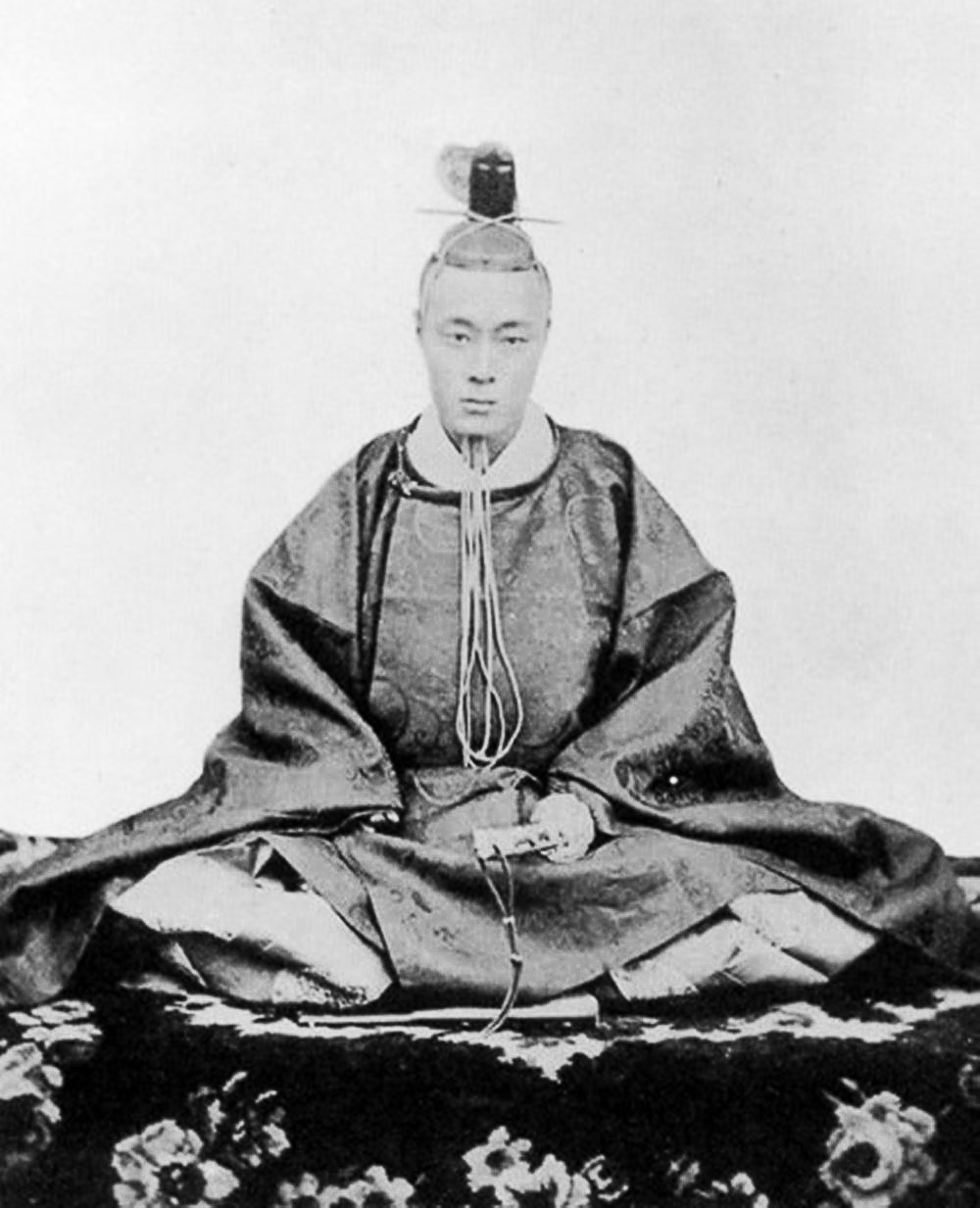
Сёгун Токугава Ёсинобу (1867 год)

Осведомлённость принца Муцухито о политических потрясениях была неясна. В то время он обучался поэтическому искусству вака, сначала вместе со своим отцом, а затем в кругу поэтов. В 1866 году, когда принц приступил к получению классического образования, сёгуном стал Токугава Ёсинобу, желавший провести в стране реформы по образцу западных государств. Ёсинобу, ставший последним сёгуном, встретил сопротивление со стороны бакуфу, а беспорядки и военные действия продолжились. В середине 1866 года армия бакуфу двинулась в южную Японию для борьбы с мятежниками, но потерпела поражение и была уничтожена.
Император Комэй отличался крепким здоровьем, к январю 1867 года ему было 36 лет. Однако в этом месяце он серьёзно заболел. Несмотря на некоторые первоначальные улучшения, его состояние со временем ухудшилось, и 30 января он скончался. Многие историки считают, что император по неизвестной причине был отравлен — британский дипломат Эрнест Сатов писал: «невозможно отрицать, что исчезновение императора Комэя с политической арены и оставление им в качестве преемника 15-летнего мальчика было весьма благоприятным».
3 февраля 1867 года наследный принц во время состоявшейся в Киото короткой церемонии формально вступил на хризантемовый трон. Новый император продолжил классическое образование, которое не включало в себя основы политики. Тем временем сёгун изо всех сил стремился сохранить свою власть. Он несколько раз просил у императора разрешения на свои действия и в конечном итоге получил его. Сиси и другие мятежники продолжали формировать своё видение новой Японии. Хотя они почитали императора, у них не было намерения использовать его как активную фигуру в политическом процессе.
Политическое противостояние достигло пика в конце 1867 года. В ноябре было достигнуто соглашение, по которому Ёсинобу оставляет за собой титул сёгуна и определённую долю власти, но законодательная власть должна быть возложена на двухпалатный орган, основанный на британской модели. В следующем месяце соглашение утратило силу, как только повстанцы вошли в Киото и заняли императорский дворец. 4 января 1868 года император торжественно зачитал документ, а затем двор провозгласил «восстановление» императорского правления. В следующем месяце документ был направлен иностранным властям:
Император Японии сообщает правителям всех иностранных государств и их субъектов о том, что сёгуну Токугава Ёсинобу в соответствии с его просьбой было разрешено сохранить правительственную власть. Мы должны и в дальнейшем осуществлять верховную власть во всех внутренних и внешних делах страны. Следовательно, титул императора должен быть заменён на титул Тайкуна, и благодаря этому договорённости могут быть осуществлены. Нами уже назначены чиновники для ведения иностранных дел. Желательно, чтобы представители союзных сил приняли во внимание это сообщение.
Муцухито
Ёсинобу оказал сопротивление, но в конце 1869 году последние сопротивляющиеся бакуфу были уничтожены. В сентябре следующего года эра была названа Мэйдзи («просвещённое правление»); название эпохи впоследствии стало посмертным именем императора.
Вскоре после восхождения императора на трон его подданные представили ему Итидзё Харуко в качестве возможной невесты. Будущая императрица была дочерью министра Итидзё Тадаки, также она была на 3 года старше Муцухито, поэтому свадьбу пришлось отложить до ритуала гэмпуку. Муцухито и Харуко поженились 11 января 1869 года. Харуко (после смерти известная как императрица Сёкэн) стала первой императрицей-консортом, получившей титул кого («жена императора»). Ей отводилась преимущественно публичная роль. Императрица была бесплодна, и хотя всего у Мэйдзи было 15 детей, рождённых от пяти фрейлин, все они считались детьми Харуко. Только пятеро из пятнадцати дожили до зрелых лет: принц, рождённый от леди Наруко (1855—1943), дочери Янагивара Мицунару, и четыре принцессы, рождённые от леди Сатико (1867—1947), старшей дочери графа Соно Мотосати. Это:
- Наследный принц Ёсихито (Хару-но-мия Ёсихито-синно:), 3-й сын, (31 августа 1879 — 25 декабря 1926) (см. Император Тайсё).
- принцесса Масако (Цунэ-но-мия Масако-найсинно:), 6-я дочь, (30 сентября 1888 — 8 марта 1940), носила титул принцессы Цунэ (Цунэ-но-мия) до замужества; вышла замуж в императорском дворце Токио 30 апреля 1908 за принца Такэда Цунэхиса (Такэда-но-мия Цунэхиса-о:; 22 сентября 1882 — 23 апреля 1919), и имела детей: Такэда Цунэёси (1909—1992), Аяко (1913—2003).
- принцесса Фусако (Канэ-но-мия Фусако-найсинно:), 7-я дочь, (28 января 1890 — 11 августа 1974), носила титул принцесса Канэ (Канэ-но-мия) до замужества; вышла замуж в императорском дворце Токио 29 апреля 1909 за принца Китасиракава Нарухиса (Китасиракава-но-мия Нарухиса-о:; 1 апреля 1887 — 2 апреля 1923), и имела детей.
- принцесса Нобуко (Фуми-но-мия Нобуко-найсинно:), 8-я дочь, (7 августа 1891 — 3 ноября 1933); носила титул принцесса Фуми (Фуми-но-мия) до замужества; вышла замуж в императорском дворце Токио 6 мая 1909 за принца Асака Ясухико (Асака-но-мия Ясухико-о:; 2 октября 1887 — 13 апреля 1981), и имела детей: Асака Такахито (1912—1994).
- принцесса Тосико (Ясу-но-мия Тосико-найсинно:), 9-я дочь, (11 мая 1896 — 5 марта 1978); носила титул принцесса Ясу (Ясу но мия) до замужества; вышла замуж в императорском дворце Токио 18 мая, 1915 за принца Хигасикуни Нарухико (Хикасикуни-но-мия Нарухико-о:; 3 декабря 1887 — 20 января 1990), и имела детей: Хигасикуни Морихиро (1917—1969).

## Период Мэйдзи

### Консолидация власти

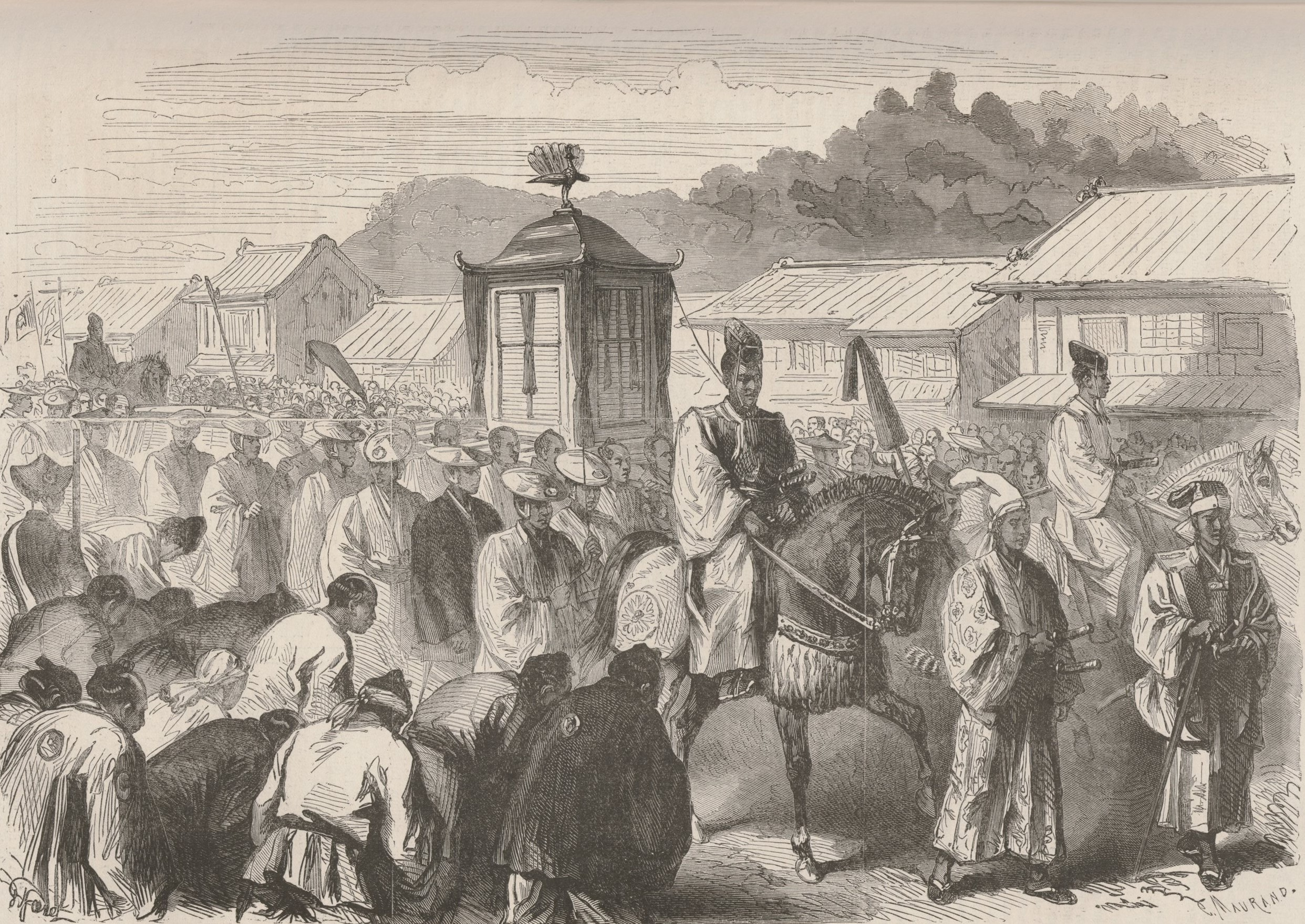
16-летний император, двигающийся из Киото в Токио (1868 год)

Несмотря на лишение сёгуната власти, мятежниками не было создано эффективного центрального правительства. 23 марта иностранным посланникам впервые был разрешён въезд в Киото и аудиенция у императора. 7 апреля 1868 года император провозгласил Клятву Пяти пунктов — новую программу, созданную для привлечения тех, кто ещё не принял новый режим. Документ, впоследствии обнародованный императором, отменял феодализм и провозглашал современное демократическое правительство в Японии. Клятва впоследствии была повторена императором Хирохито в декларации Нингэн-сэнгэн после Второй мировой войны. В середине мая император впервые покинул Киото, чтобы принять командование войсками, сражающимися с остатками армии сёгуна. Он три дня двигался из Киото в Осаку, вдоль его маршрута выстраивались толпы. Обстановка в Осаке была спокойной; новые лидеры желали, чтобы император был открыт для своих людей и иностранных послов. В конце мая, проведя две недели в Осаке, император вернулся домой. Вскоре после его возвращения было объявлено, что теперь император будет управлять всеми государственными делами, а в свободное время заниматься изучением литературы. Только с 1871 года император стал изучать современное состояние дел.

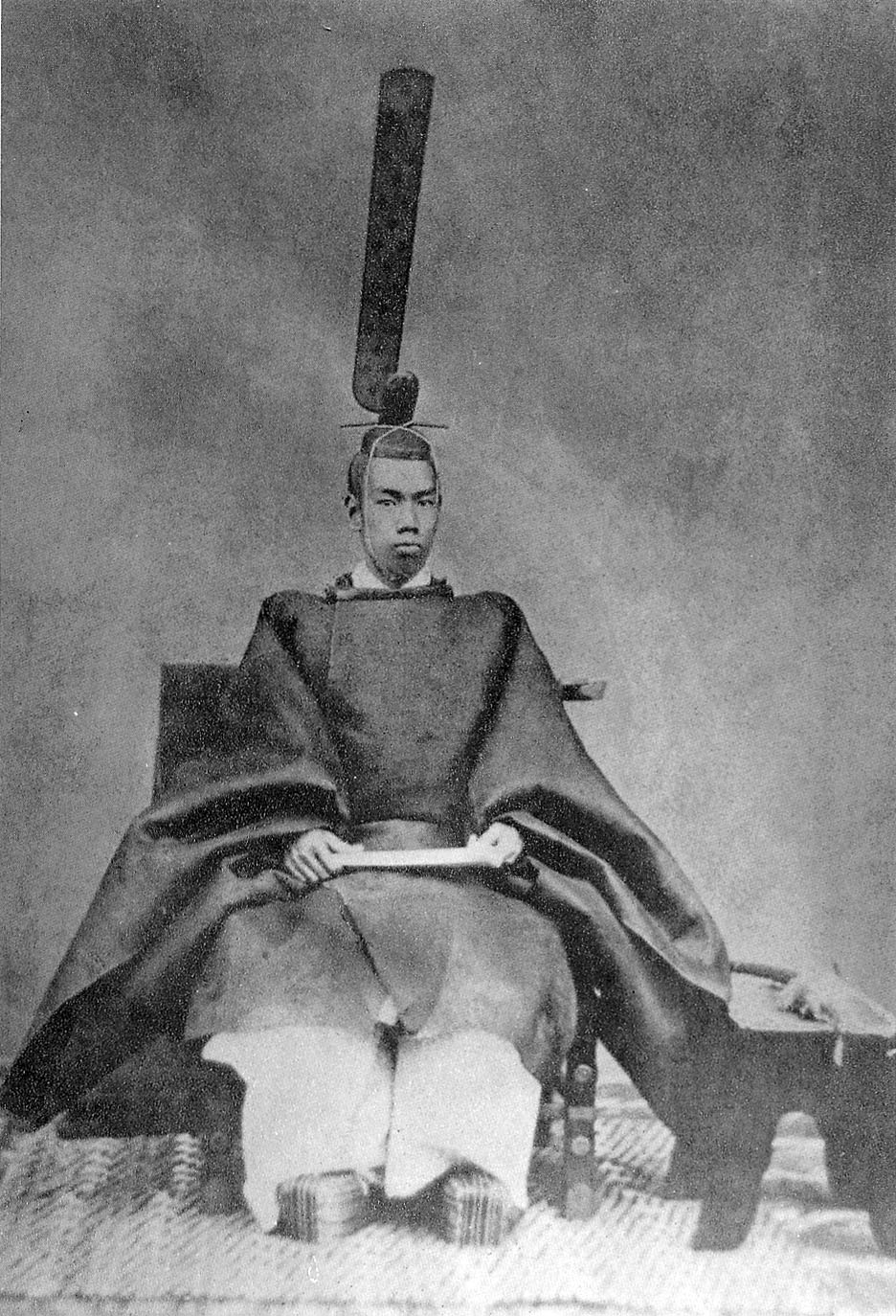
Молодой император Мэйдзи

19 сентября 1868 года император сообщил, что название города Эдо меняется на Токио («восточная столица»). Формально он был коронован в Киото 15 октября. Незадолго до коронации он провозгласил новую эру «Мэйдзи». Было объявлено, что одна эра будет равна сроку правления императора.
Вскоре после коронации император совершил своё первое путешествие в Токио. Прибыв в город в конце ноября, он провёл в нём длительное время, распространяя сакэ среди населения. Население Токио было обрадовано визитом императора; город располагался на территории сёгунского двора, и население опасалось, что в связи с упразднением сёгуната город может прийти в упадок. Однако данные опасения не оправдались, и в 1889 году Токио стал столицей страны. Во время пребывания в Токио император впервые поднялся на борт военного корабля и на следующий день выразил желание быть осведомлённым о том, как флот Японии будет укрепляться. После возвращения в Киото был издан соответствующий указ. Император стремился участвовать в государственных делах. Он часто присутствовал на государственных заседаниях, но выступал редко.

### Политические реформы
Успешные революционеры организовали государственный совет, а впоследствии правительство возглавили три основных министра. Такая структура существовала до введения должности премьер-министра, который в 1885 году возглавил кабинет по западному образцу. Первоначально сохранение императорской власти не являлось основной задачей; лидер революционеров Гото Сёдзиро позднее отмечал, что некоторые чиновники «боялись экстремистов, способных набраться сил и свергнуть Микадо».
Новые лидеры Японии стремились провести реформу владений, управляемых даймё. В 1869 году некоторые даймё, поддерживающие революцию, отдали свои земли императору и были назначены их губернаторами. На следующий год уже все даймё последовали данному примеру.

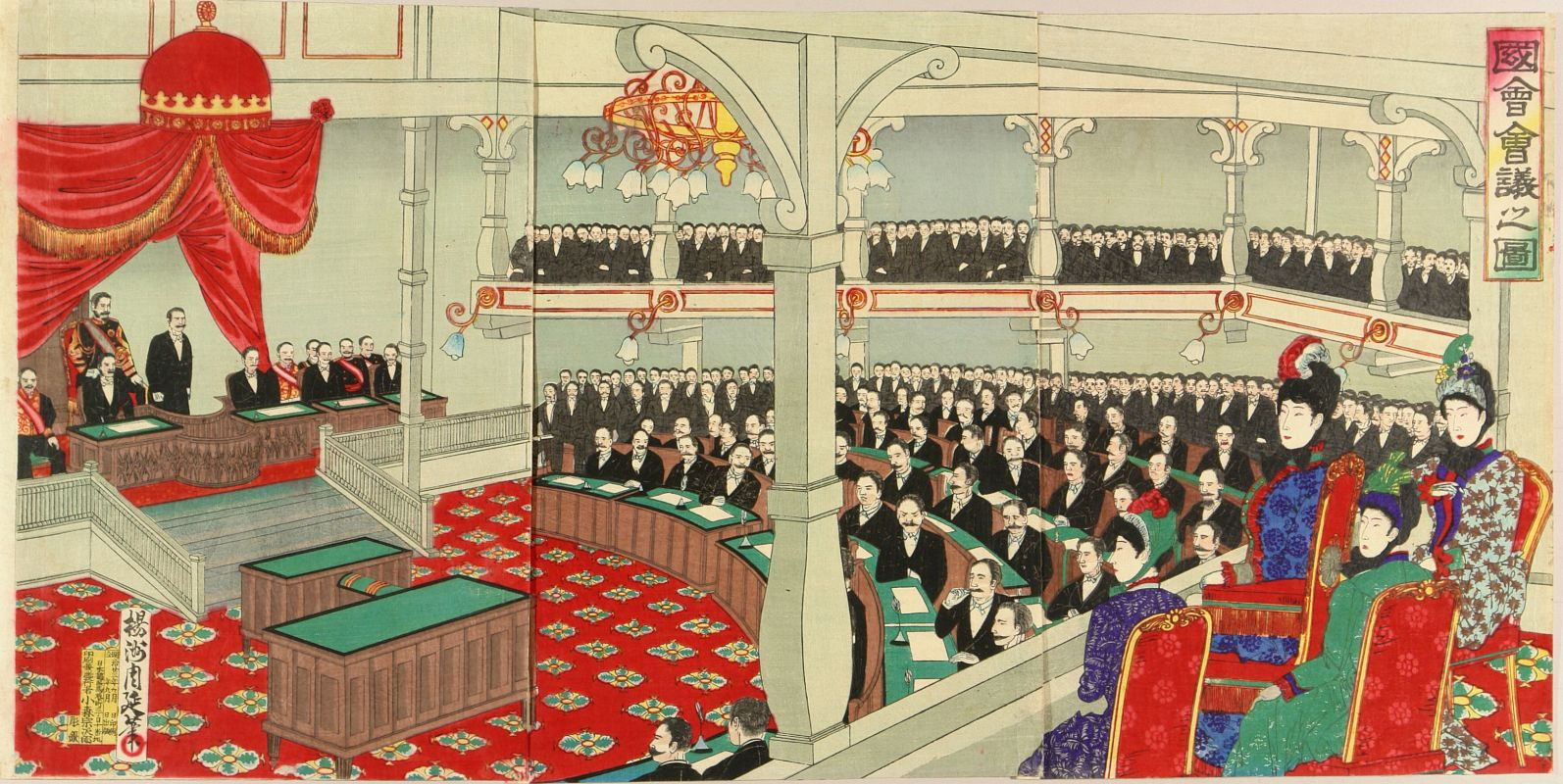
Император на заседании парламента (1890)

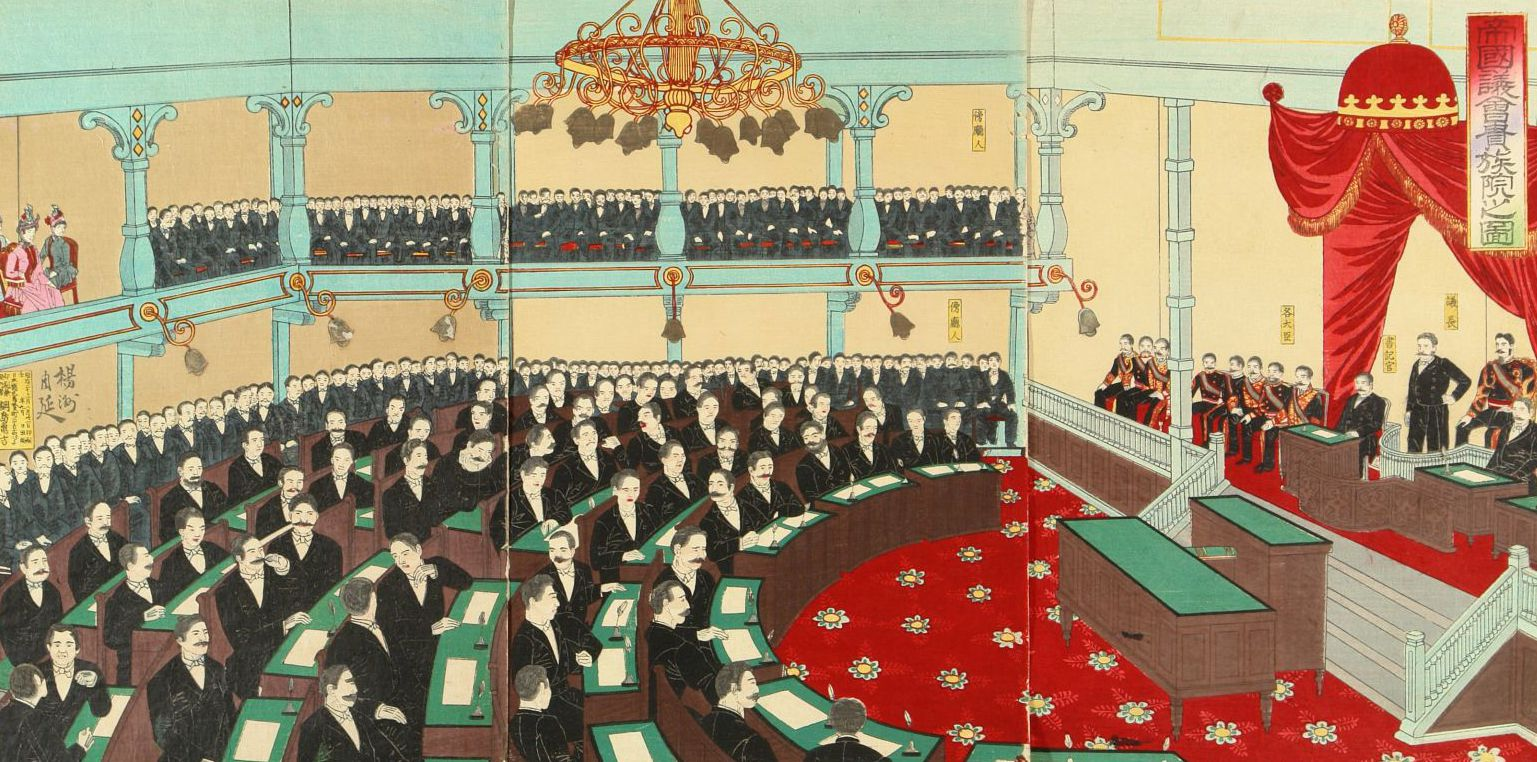
Император на заседании палаты пэров (1890)

В 1871 году по указу императора автономные области были отменены, а страна поделилась на 72 префектуры. Даймё получили высокое денежное вознаграждение, от них потребовалось переехать в новую столицу, Токио. Многие из них оставили политические посты.
Новая администрация постепенно стала утрачивать свои привилегии, самураи потеряли право получать жалование от правительства. В отличие от даймё, многие самураи пострадали в финансовом плане. Были отменены многие классовые различия. Бывшая легальной дискриминация буракуминов была запрещена. Однако данный класс продолжает страдать от дискриминации и по сей день.
Хотя в стране был сформирован парламент, он не обладал реальной властью, последнее слово оставалось за императором. От Токугава власть перешла в руки даймё и самураев, возглавлявших Реставрацию. Япония стала контролироваться гэнро (олигархией), состоявшей из наиболее влиятельных людей в военных, политических и экономических сферах. Император по сравнению с недавними предшественниками долгое время оставался у власти. Он правил Японией в течение 45 лет.
Многие японцы гордятся событиями периода Мэйдзи. Реставрация Мэйдзи с одновременной индустриализацией позволили Японии стать мощной державой в регионе Тихого океана и основным игроком на мировой арене. С другой стороны, в эту эпоху начался японский милитаризм и колониальная экспансия, приведшая впоследствии к участию во Второй мировой войне на стороне стран Оси. Роль императора Мэйдзи в Реставрации остаётся спорной. Неизвестно, поддерживал ли он ведение японо-китайской и русско-японской войн. Кое-что о его чувствах можно узнать из его стихотворений, в авторе которых можно увидеть пацифиста или, по крайней мере, человека, который хотел бы избежать войны.

## Смерть
Император Мэйдзи, страдавший диабетом, нефритом и гастроэнтеритом, скончался от уремии. Хотя официальные источники сообщали, что он умер 30 июля 1912 года в 00:42, в действительности смерть наступила в 22:40 29 июля.

## Память
После смерти императора парламент принял резолюцию об увековечении его роли в проведении Реставрации Мэйдзи. На месте сада, который любили посещать Мэйдзи и императрица Сёкэн, была построена святыня Мэйдзи Дзингу.

## Генеалогия
|  |  | (114) Накамикадо | (114) Накамикадо | (114) Накамикадо | (114) Накамикадо | (114) Накамикадо | (114) Накамикадо |  |  | (115) Сакурамати | (115) Сакурамати | (115) Сакурамати | (115) Сакурамати | (115) Сакурамати | (115) Сакурамати |  |  | (117) Го-Сакурамати | (117) Го-Сакурамати | (117) Го-Сакурамати | (117) Го-Сакурамати | (117) Го-Сакурамати | (117) Го-Сакурамати |  |  |                    |                    |                    |                    |                    |                    |  |  |             |             |             |             |             |             |  |  |              |              |              |              |              |              |  |  |
|  |  | (114) Накамикадо | (114) Накамикадо | (114) Накамикадо | (114) Накамикадо | (114) Накамикадо | (114) Накамикадо |  |  | (115) Сакурамати | (115) Сакурамати | (115) Сакурамати | (115) Сакурамати | (115) Сакурамати | (115) Сакурамати |  |  | (117) Го-Сакурамати | (117) Го-Сакурамати | (117) Го-Сакурамати | (117) Го-Сакурамати | (117) Го-Сакурамати | (117) Го-Сакурамати |  |  |                    |                    |                    |                    |                    |                    |  |  |             |             |             |             |             |             |  |  |              |              |              |              |              |              |  |  |
|  |  |                  |                  |                  |                  |                  |                  |  |  |                  |                  |                  |                  |                  |                  |  |  |                     |                     |                     |                     |                     |                     |  |  |                    |                    |                    |                    |                    |                    |  |  |             |             |             |             |             |             |  |  |              |              |              |              |              |              |  |  |
|  |  |                  |                  |                  |                  |                  |                  |  |  |                  |                  |                  |                  |                  |                  |  |  | (116) Момодзоно     | (116) Момодзоно     | (116) Момодзоно     | (116) Момодзоно     | (116) Момодзоно     | (116) Момодзоно     |  |  | (118) Го-Момодзоно | (118) Го-Момодзоно | (118) Го-Момодзоно | (118) Го-Момодзоно | (118) Го-Момодзоно | (118) Го-Момодзоно |  |  |             |             |             |             |             |             |  |  |              |              |              |              |              |              |  |  |
|  |  |                  |                  |                  |                  |                  |                  |  |  |                  |                  |                  |                  |                  |                  |  |  | (116) Момодзоно     | (116) Момодзоно     | (116) Момодзоно     | (116) Момодзоно     | (116) Момодзоно     | (116) Момодзоно     |  |  | (118) Го-Момодзоно | (118) Го-Момодзоно | (118) Го-Момодзоно | (118) Го-Момодзоно | (118) Го-Момодзоно | (118) Го-Момодзоно |  |  |             |             |             |             |             |             |  |  |              |              |              |              |              |              |  |  |
|  |  |                  |                  |                  |                  |                  |                  |  |  |                  |                  |                  |                  |                  |                  |  |  |                     |                     |                     |                     |                     |                     |  |  |                    |                    |                    |                    |                    |                    |  |  |             |             |             |             |             |             |  |  |              |              |              |              |              |              |  |  |
|  |  | Наохито          | Наохито          | Наохито          | Наохито          | Наохито          | Наохито          |  |  | Сукэхито         | Сукэхито         | Сукэхито         | Сукэхито         | Сукэхито         | Сукэхито         |  |  | Харухито            | Харухито            | Харухито            | Харухито            | Харухито            | Харухито            |  |  |                    |                    |                    |                    |                    |                    |  |  |             |             |             |             |             |             |  |  |              |              |              |              |              |              |  |  |
|  |  | Наохито          | Наохито          | Наохито          | Наохито          | Наохито          | Наохито          |  |  | Сукэхито         | Сукэхито         | Сукэхито         | Сукэхито         | Сукэхито         | Сукэхито         |  |  | Харухито            | Харухито            | Харухито            | Харухито            | Харухито            | Харухито            |  |  |                    |                    |                    |                    |                    |                    |  |  |             |             |             |             |             |             |  |  |              |              |              |              |              |              |  |  |
|  |  |                  |                  |                  |                  |                  |                  |  |  |                  |                  |                  |                  |                  |                  |  |  |                     |                     |                     |                     |                     |                     |  |  |                    |                    |                    |                    |                    |                    |  |  |             |             |             |             |             |             |  |  |              |              |              |              |              |              |  |  |
|  |  |                  |                  |                  |                  |                  |                  |  |  |                  |                  |                  |                  |                  |                  |  |  | (119) Кокаку        | (119) Кокаку        | (119) Кокаку        | (119) Кокаку        | (119) Кокаку        | (119) Кокаку        |  |  | (120) Нинко        | (120) Нинко        | (120) Нинко        | (120) Нинко        | (120) Нинко        | (120) Нинко        |  |  | (121) Комэй | (121) Комэй | (121) Комэй | (121) Комэй | (121) Комэй | (121) Комэй |  |  | (122) Мэйдзи | (122) Мэйдзи | (122) Мэйдзи | (122) Мэйдзи | (122) Мэйдзи | (122) Мэйдзи |  |  |
|  |  |                  |                  |                  |                  |                  |                  |  |  |                  |                  |                  |                  |                  |                  |  |  | (119) Кокаку        | (119) Кокаку        | (119) Кокаку        | (119) Кокаку        | (119) Кокаку        | (119) Кокаку        |  |  | (120) Нинко        | (120) Нинко        | (120) Нинко        | (120) Нинко        | (120) Нинко        | (120) Нинко        |  |  | (121) Комэй | (121) Комэй | (121) Комэй | (121) Комэй | (121) Комэй | (121) Комэй |  |  | (122) Мэйдзи | (122) Мэйдзи | (122) Мэйдзи | (122) Мэйдзи | (122) Мэйдзи | (122) Мэйдзи |  |  |
|  |  |                  |                  |                  |                  |                  |                  |  |  |                  |                  |                  |                  |                  |                  |  |  |                     |                     |                     |                     |                     |                     |  |  |                    |                    |                    |                    |                    |                    |  |  |             |             |             |             |             |             |  |  |              |              |              |              |              |              |  |  |
|  |  |                  |                  |                  |                  |                  |                  |  |  | Сукэхира         | Сукэхира         | Сукэхира         | Сукэхира         | Сукэхира         | Сукэхира         |  |  |                     |                     |                     |                     |                     |                     |  |  |                    |                    |                    |                    |                    |                    |  |  | Тикако      | Тикако      | Тикако      | Тикако      | Тикако      | Тикако      |  |  |              |              |              |              |              |              |  |  |
|  |  |                  |                  |                  |                  |                  |                  |  |  | Сукэхира         | Сукэхира         | Сукэхира         | Сукэхира         | Сукэхира         | Сукэхира         |  |  |                     |                     |                     |                     |                     |                     |  |  |                    |                    |                    |                    |                    |                    |  |  | Тикако      | Тикако      | Тикако      | Тикако      | Тикако      | Тикако      |  |  |              |              |              |              |              |              |  |  |

| (122) Муцухито период Мэйдзи 1867—1912 (1852—1912) | (122) Муцухито период Мэйдзи 1867—1912 (1852—1912) | (122) Муцухито период Мэйдзи 1867—1912 (1852—1912) | (122) Муцухито период Мэйдзи 1867—1912 (1852—1912) | (122) Муцухито период Мэйдзи 1867—1912 (1852—1912) | (122) Муцухито период Мэйдзи 1867—1912 (1852—1912) |  |  | (123) Ёсихито период Тайсё 1912—1926 (1879—1926) | (123) Ёсихито период Тайсё 1912—1926 (1879—1926) | (123) Ёсихито период Тайсё 1912—1926 (1879—1926) | (123) Ёсихито период Тайсё 1912—1926 (1879—1926) | (123) Ёсихито период Тайсё 1912—1926 (1879—1926) | (123) Ёсихито период Тайсё 1912—1926 (1879—1926) |  |  | (124) Хирохито период Сёва 1926—1989 (1901—1989) | (124) Хирохито период Сёва 1926—1989 (1901—1989) | (124) Хирохито период Сёва 1926—1989 (1901—1989) | (124) Хирохито период Сёва 1926—1989 (1901—1989) | (124) Хирохито период Сёва 1926—1989 (1901—1989) | (124) Хирохито период Сёва 1926—1989 (1901—1989) |  |  | (125) Акихито период Хэйсэй 1989—2019 (род. 1933) | (125) Акихито период Хэйсэй 1989—2019 (род. 1933) | (125) Акихито период Хэйсэй 1989—2019 (род. 1933) | (125) Акихито период Хэйсэй 1989—2019 (род. 1933) | (125) Акихито период Хэйсэй 1989—2019 (род. 1933) | (125) Акихито период Хэйсэй 1989—2019 (род. 1933) |  |  | (126) Нарухито период Рэйва с 2019 (род. 1960) | (126) Нарухито период Рэйва с 2019 (род. 1960) | (126) Нарухито период Рэйва с 2019 (род. 1960) | (126) Нарухито период Рэйва с 2019 (род. 1960) | (126) Нарухито период Рэйва с 2019 (род. 1960) | (126) Нарухито период Рэйва с 2019 (род. 1960) |  |  |                      |                      |                      |                      |                      |                      |  |  |
| (122) Муцухито период Мэйдзи 1867—1912 (1852—1912) | (122) Муцухито период Мэйдзи 1867—1912 (1852—1912) | (122) Муцухито период Мэйдзи 1867—1912 (1852—1912) | (122) Муцухито период Мэйдзи 1867—1912 (1852—1912) | (122) Муцухито период Мэйдзи 1867—1912 (1852—1912) | (122) Муцухито период Мэйдзи 1867—1912 (1852—1912) |  |  | (123) Ёсихито период Тайсё 1912—1926 (1879—1926) | (123) Ёсихито период Тайсё 1912—1926 (1879—1926) | (123) Ёсихито период Тайсё 1912—1926 (1879—1926) | (123) Ёсихито период Тайсё 1912—1926 (1879—1926) | (123) Ёсихито период Тайсё 1912—1926 (1879—1926) | (123) Ёсихито период Тайсё 1912—1926 (1879—1926) |  |  | (124) Хирохито период Сёва 1926—1989 (1901—1989) | (124) Хирохито период Сёва 1926—1989 (1901—1989) | (124) Хирохито период Сёва 1926—1989 (1901—1989) | (124) Хирохито период Сёва 1926—1989 (1901—1989) | (124) Хирохито период Сёва 1926—1989 (1901—1989) | (124) Хирохито период Сёва 1926—1989 (1901—1989) |  |  | (125) Акихито период Хэйсэй 1989—2019 (род. 1933) | (125) Акихито период Хэйсэй 1989—2019 (род. 1933) | (125) Акихито период Хэйсэй 1989—2019 (род. 1933) | (125) Акихито период Хэйсэй 1989—2019 (род. 1933) | (125) Акихито период Хэйсэй 1989—2019 (род. 1933) | (125) Акихито период Хэйсэй 1989—2019 (род. 1933) |  |  | (126) Нарухито период Рэйва с 2019 (род. 1960) | (126) Нарухито период Рэйва с 2019 (род. 1960) | (126) Нарухито период Рэйва с 2019 (род. 1960) | (126) Нарухито период Рэйва с 2019 (род. 1960) | (126) Нарухито период Рэйва с 2019 (род. 1960) | (126) Нарухито период Рэйва с 2019 (род. 1960) |  |  |                      |                      |                      |                      |                      |                      |  |  |
|                                                    |                                                    |                                                    |                                                    |                                                    |                                                    |  |  |                                                  |                                                  |                                                  |                                                  |                                                  |                                                  |  |  |                                                  |                                                  |                                                  |                                                  |                                                  |                                                  |  |  |                                                   |                                                   |                                                   |                                                   |                                                   |                                                   |  |  |                                                |                                                |                                                |                                                |                                                |                                                |  |  |                      |                      |                      |                      |                      |                      |  |  |
|                                                    |                                                    |                                                    |                                                    |                                                    |                                                    |  |  |                                                  |                                                  |                                                  |                                                  |                                                  |                                                  |  |  | Ясухито (1902—1953)                              | Ясухито (1902—1953)                              | Ясухито (1902—1953)                              | Ясухито (1902—1953)                              | Ясухито (1902—1953)                              | Ясухито (1902—1953)                              |  |  | Масахито (род. 1935)                              | Масахито (род. 1935)                              | Масахито (род. 1935)                              | Масахито (род. 1935)                              | Масахито (род. 1935)                              | Масахито (род. 1935)                              |  |  | Фумихито (род. 1965)                           | Фумихито (род. 1965)                           | Фумихито (род. 1965)                           | Фумихито (род. 1965)                           | Фумихито (род. 1965)                           | Фумихито (род. 1965)                           |  |  | Хисахито (род. 2006) | Хисахито (род. 2006) | Хисахито (род. 2006) | Хисахито (род. 2006) | Хисахито (род. 2006) | Хисахито (род. 2006) |  |  |
|                                                    |                                                    |                                                    |                                                    |                                                    |                                                    |  |  |                                                  |                                                  |                                                  |                                                  |                                                  |                                                  |  |  | Ясухито (1902—1953)                              | Ясухито (1902—1953)                              | Ясухито (1902—1953)                              | Ясухито (1902—1953)                              | Ясухито (1902—1953)                              | Ясухито (1902—1953)                              |  |  | Масахито (род. 1935)                              | Масахито (род. 1935)                              | Масахито (род. 1935)                              | Масахито (род. 1935)                              | Масахито (род. 1935)                              | Масахито (род. 1935)                              |  |  | Фумихито (род. 1965)                           | Фумихито (род. 1965)                           | Фумихито (род. 1965)                           | Фумихито (род. 1965)                           | Фумихито (род. 1965)                           | Фумихито (род. 1965)                           |  |  | Хисахито (род. 2006) | Хисахито (род. 2006) | Хисахито (род. 2006) | Хисахито (род. 2006) | Хисахито (род. 2006) | Хисахито (род. 2006) |  |  |
|                                                    |                                                    |                                                    |                                                    |                                                    |                                                    |  |  |                                                  |                                                  |                                                  |                                                  |                                                  |                                                  |  |  |                                                  |                                                  |                                                  |                                                  |                                                  |                                                  |  |  |                                                   |                                                   |                                                   |                                                   |                                                   |                                                   |  |  |                                                |                                                |                                                |                                                |                                                |                                                |  |  |                      |                      |                      |                      |                      |                      |  |  |
|                                                    |                                                    |                                                    |                                                    |                                                    |                                                    |  |  |                                                  |                                                  |                                                  |                                                  |                                                  |                                                  |  |  | Нобухито (1905—1987)                             | Нобухито (1905—1987)                             | Нобухито (1905—1987)                             | Нобухито (1905—1987)                             | Нобухито (1905—1987)                             | Нобухито (1905—1987)                             |  |  | Томохито (1946—2012)                              | Томохито (1946—2012)                              | Томохито (1946—2012)                              | Томохито (1946—2012)                              | Томохито (1946—2012)                              | Томохито (1946—2012)                              |  |  |                                                |                                                |                                                |                                                |                                                |                                                |  |  |                      |                      |                      |                      |                      |                      |  |  |
|                                                    |                                                    |                                                    |                                                    |                                                    |                                                    |  |  |                                                  |                                                  |                                                  |                                                  |                                                  |                                                  |  |  | Нобухито (1905—1987)                             | Нобухито (1905—1987)                             | Нобухито (1905—1987)                             | Нобухито (1905—1987)                             | Нобухито (1905—1987)                             | Нобухито (1905—1987)                             |  |  | Томохито (1946—2012)                              | Томохито (1946—2012)                              | Томохито (1946—2012)                              | Томохито (1946—2012)                              | Томохито (1946—2012)                              | Томохито (1946—2012)                              |  |  |                                                |                                                |                                                |                                                |                                                |                                                |  |  |                      |                      |                      |                      |                      |                      |  |  |
|                                                    |                                                    |                                                    |                                                    |                                                    |                                                    |  |  |                                                  |                                                  |                                                  |                                                  |                                                  |                                                  |  |  |                                                  |                                                  |                                                  |                                                  |                                                  |                                                  |  |  |                                                   |                                                   |                                                   |                                                   |                                                   |                                                   |  |  |                                                |                                                |                                                |                                                |                                                |                                                |  |  |                      |                      |                      |                      |                      |                      |  |  |
|                                                    |                                                    |                                                    |                                                    |                                                    |                                                    |  |  |                                                  |                                                  |                                                  |                                                  |                                                  |                                                  |  |  | Такахито (1915—2016)                             | Такахито (1915—2016)                             | Такахито (1915—2016)                             | Такахито (1915—2016)                             | Такахито (1915—2016)                             | Такахито (1915—2016)                             |  |  | Ёсихито (1948—2014)                               | Ёсихито (1948—2014)                               | Ёсихито (1948—2014)                               | Ёсихито (1948—2014)                               | Ёсихито (1948—2014)                               | Ёсихито (1948—2014)                               |  |  |                                                |                                                |                                                |                                                |                                                |                                                |  |  |                      |                      |                      |                      |                      |                      |  |  |
|                                                    |                                                    |                                                    |                                                    |                                                    |                                                    |  |  |                                                  |                                                  |                                                  |                                                  |                                                  |                                                  |  |  | Такахито (1915—2016)                             | Такахито (1915—2016)                             | Такахито (1915—2016)                             | Такахито (1915—2016)                             | Такахито (1915—2016)                             | Такахито (1915—2016)                             |  |  | Ёсихито (1948—2014)                               | Ёсихито (1948—2014)                               | Ёсихито (1948—2014)                               | Ёсихито (1948—2014)                               | Ёсихито (1948—2014)                               | Ёсихито (1948—2014)                               |  |  |                                                |                                                |                                                |                                                |                                                |                                                |  |  |                      |                      |                      |                      |                      |                      |  |  |
|                                                    |                                                    |                                                    |                                                    |                                                    |                                                    |  |  |                                                  |                                                  |                                                  |                                                  |                                                  |                                                  |  |  |                                                  |                                                  |                                                  |                                                  |                                                  |                                                  |  |  |                                                   |                                                   |                                                   |                                                   |                                                   |                                                   |  |  |                                                |                                                |                                                |                                                |                                                |                                                |  |  |                      |                      |                      |                      |                      |                      |  |  |
|                                                    |                                                    |                                                    |                                                    |                                                    |                                                    |  |  |                                                  |                                                  |                                                  |                                                  |                                                  |                                                  |  |  |                                                  |                                                  |                                                  |                                                  |                                                  |                                                  |  |  | Норихито (1954—2002)                              |                                                   |                                                   |                                                   |                                                   |                                                   |  |  |                                                |                                                |                                                |                                                |                                                |                                                |  |  |                      |                      |                      |                      |                      |                      |  |  |
|                                                    |                                                    |                                                    |                                                    |                                                    |                                                    |  |  |                                                  |                                                  |                                                  |                                                  |                                                  |                                                  |  |  |                                                  |                                                  |                                                  |                                                  |                                                  |                                                  |  |  |                                                   |                                                   |                                                   |                                                   |                                                   |                                                   |  |  |                                                |                                                |                                                |                                                |                                                |                                                |  |  |                      |                      |                      |                      |                      |                      |  |  |